# Balaskó Ákos
Balaskó Ákos (Dombóvár, 1984. február 15. –) magyar költő. 2008-ban programtervező matematikusként végzett az Eötvös Loránd Tudományegyetemen. A rangosabb hazai szépirodalmi folyóiratokban publikál.

## Kötetei
- A gépház üzen Archiválva 2018. május 21-i dátummal a Wayback Machine-ben (2014, Magvető Könyvkiadó)
- Tejsav Archiválva 2018. május 21-i dátummal a Wayback Machine-ben; Magvető, Bp., 2018 (Időmérték)
- A perceptron gyermekei (2023, Napkút Kiadó)

## Antológiák, válogatások
- Szép versek (2014, 2015, 2016, 2017, 2018, 2019)
- Instavers antológia
- Holmi antológia

## Díjak, elismerések
- Petri György-díj (shortlist, 2012)
- Petri György-díj (2013)
- Horváth Péter irodalmi ösztöndíj (jelölés, 2015)
- Móricz Zsigmond-ösztöndíj (2016)
- Horváth Péter irodalmi ösztöndíj (jelölés, 2018)

## Kritikák, interjúk
- Ayhan Gökhan interjúja a Kortárs Online-on
- Szarka Károly interjúja
- Kadlót Nikolett kritikája
- Lapis József kritikája a Gépház üzen c. kötetről
- Visy Beatrix kritikája az Élet és Irodalom Ex libris c. rovatában
- A tudománytól a költészetig: A 2014-es év elsőkönyvesei 3. rész